# Ancylodactylus
Ancylodactylus — рід геконоподібних ящірок родини геконових (Gekkonidae). Представники цього роду мешкають в Африці на південь від Сахари. Раніше їх відносили до роду Cnemaspis, однак за результатами дослідження 2022 року вони були переведені до відновленого роду Ancylodactylus.

## Види
Рід Ancylodactylus нараховує 19 видів:
- Ancylodactylus africanus (F. Werner, 1895)
- Ancylodactylus alantika (Bauer, Chirio, Ineich & LeBreton, 2006)
- Ancylodactylus barbouri (Perret, 1986)
- Ancylodactylus chyuluensis Malonza & Bauer, 2022
- Ancylodactylus dickersonae (Schmidt, 1919)
- Ancylodactylus dilepis (Perret, 1963)
- Ancylodactylus elgonensis (Loveridge, 1936)
- Ancylodactylus gigas (Perret, 1986)
- Ancylodactylus kenyaensis Malonza & Bauer, 2022
- Ancylodactylus kituiensis Malonza & Bauer, 2022
- Ancylodactylus koehleri (Mertens, 1937)
- Ancylodactylus laikipiensis Malonza & Bauer, 2022
- Ancylodactylus mathewsensis Malonza & Bauer, 2022
- Ancylodactylus occidentalis (Angel, 1943)
- Ancylodactylus petrodroma (Perret, 1986)
- Ancylodactylus quattuorseriatus (Sternfeld, 1912)
- Ancylodactylus spawlsi Malonza & Bauer, 2022
- Ancylodactylus spinicollis L. Müller, 1907
- Ancylodactylus uzungwae (Perret, 1986)

## Етимологія
Наукова назва роду Ancylodactylus походить від сполучення слів дав.-гр. αγκυλος — викривлений, вигнутий і δακτυλος — палець.